# Algenib

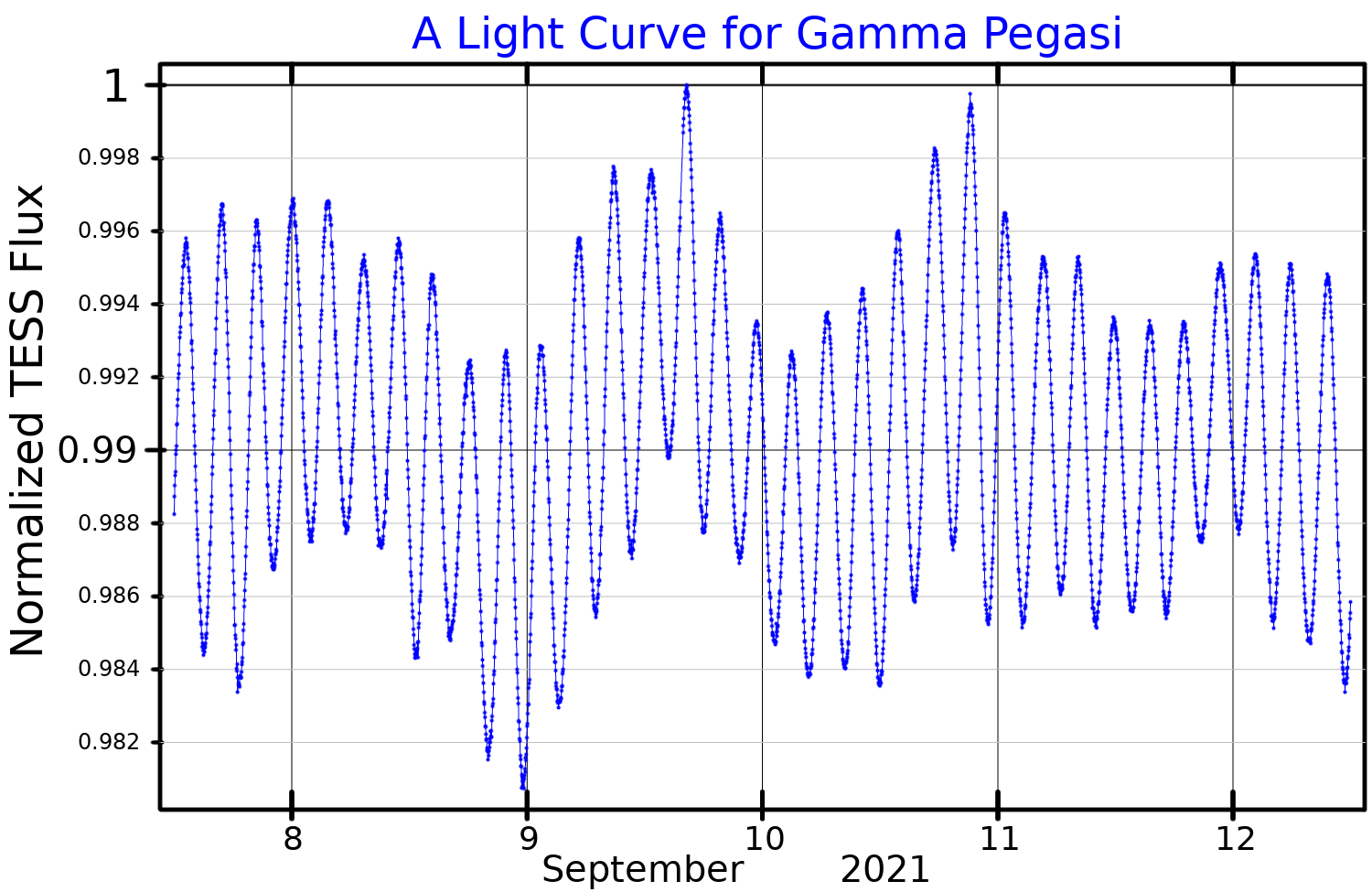
Lichtkromme van Algenib

Algenib (gamma Pegasi) is een heldere ster in het sterrenbeeld Pegasus. Het is een van de sterren van het herfstvierkant.
Voor een B-klasse ster roteert Algenib maar langzaam om haar as. Mogelijk is een van de polen naar de Aarde gericht waardoor het lijkt alsof ze zo langzaam roteert terwijl de werkelijke situatie anders is.
De ster is een subreus en zal net als Sirius B uiteindelijk een witte dwerg worden met een kern van koolstof.